# Heterorrhina lumawigi
Heterorrhina lumawigi är en skalbaggsart som beskrevs av Miksic 1986. Heterorrhina lumawigi ingår i släktet Heterorrhina och familjen Cetoniidae. Inga underarter finns listade i Catalogue of Life.